# Лупья (Леснополянское сельское поселение)
Лупья — поселок в Омутнинском районе Кировской области. Входит в Леснополянское сельское поселение.

## География
Находится на расстоянии примерно 16 километров по прямой на восток от поселка  Лесные Поляны.

## История
Поселок лесозаготовителей известен с 1978 года. Входил в состав Песковского леспромхоза. Через поселок проходила узкоколейная железная дорога в Афанасьевский район. В 1989 было 222 жителя.

## Население
Постоянное население  составляло 140 человек (русские 84%) в 2002 году, 30 в 2010 .